# Acacia ancistrophylla
Acacia ancistrophylla är en ärtväxtart som beskrevs av Cecil Rollo Payton Andrews. Acacia ancistrophylla ingår i släktet akacior, och familjen ärtväxter.

## Underarter
Arten delas in i följande underarter:
- A. a. ancistrophylla
- A. a. lissophylla
- A. a. perarcuata